# روجر بيرلينر
روجر بيرلينر هو محامي وسياسي أمريكي، ولد في 12 فبراير 1951 في سينسيناتي في الولايات المتحدة. نشط حزبياً في Maryland Democratic Party ‏. وقد انتخب board of directors member ‏ Metropolitan Washington Council of Governments ‏ (2014 – 2017) وانتخب عضو مجلس مقاطعة مونتغومري ‏ (4 ديسمبر 2006 – 3 ديسمبر 2018).